# Fez-Meknes
Fez-Meknes (arab. ‏فاس-مكناس‎ Fās-Miknās; fr. Fès-Meknès) – region administracyjny w Maroku, w północnej części kraju. W 2024 roku liczył ok. 4,5 mln mieszkańców. Siedzibą regionu jest Fez.
Dzieli się na dwie prefektury i siedem prowincji:
- prefektura Fez
- prefektura Meknes
- prowincja Al-Hadżib
- prowincja Bulman
- prowincja Ifran
- prowincja Maulaj Jakub
- prowincja Safru
- prowincja Taunat
- prowincja Taza